# خاطرات خون‌آشام (فصل ۴)
خاطرات خون‌آشام (به انگلیسی: The Vampire Diaries) یک سریال آمریکایی  ماورایی دراممحصول سال ۲۰۰۹ شبکهٔ تلویزیونی سی‌دابلیو است که هم‌اکنون نیز در حال ساخت می‌باشد و در حال حاضر محبوب‌ترین سریال تلویزیونی برای رده سنی نوجوان (۱۴-۱۹) محسوب می‌شود. این داستان به شرح خاطرات و اتفاقاتی که برای یک خون‌آشام به نام استفن سالواتوره و یک دختر به نام الینا گیلبرت می‌پردازد که هر دویشان در پایان هر روز به نوشتن خاطرات خود می‌پردازند. به همین دلیل نام این سریال هم دارای یک ایهام است زیرا نام این مجموعه هم می‌تواند بیانگر "خاطرات خون‌آشام: یعنی خاطراتی باشد که استفن دربارهٔ خود می‌نویسد" و هم خاطراتی که دربارهٔ یک خون‌آشام (توسط الینا) نوشته می‌شود.
رده‌بندی محتوی فیلم : (PG-13 Rated). این سریال، بنا به تأیید بنیاد رده‌بندی محتوای رسانه در آمریکا، ممکن‌است شامل صحنه‌های نامناسب برای افراد زیر ۱۳ سال باشد و به والدین هشدار داده می‌شود.

## خلاصه داستان

### فصل چهارم 2012-2013
الینا در حال تغییر است و برای اینکه تبدیل شود باید خون بخورد و دیمن از این موضوع که استفن جان الینا را نجات نداده ناراحت است. استفن از بانی می‌خواهد الینا را با جادو دوباره انسان کند بنابراین تا پایان روز برای خون دادن به الینا صبر می‌کنند انجمن شهر مادر تایلر و کرولاین را به خاطر حمایت از خون آشام‌ها بر کنار و دستگیر می‌کنند. کشیش شهر که الان رئیس انجمنم هست دستور دستگیری خون آشام‌ها را می‌دهد و ربکا و کرولاین را دستگیر می‌کنند و در حال انتقال به مکانی هستند که تایلر یا همان کلاوس وقتی متوجه می‌شود که کارولاین را دستگیر کرده‌اند برای نجات او به خودروها حمله و فقط کرولاین را نجات می‌دهد.
ودر قالب تایلر او را می‌بوسد. برای دستگیری استفن به خانه الینا آمده و الینا را هم دستگیر می‌کنند. خاطراتی که خون آشام‌ها وقتی الینا انسان بود را از حافظه اش پاک کردن بودند از جمله خاطرات دیمن همه را به یاد می‌آورد. کشیش متوجه حرکات الینا می‌شود و می‌فهمد الینا هم خون آشام است و او را هم زندانی می‌کنند. دیمن از موضوع خبردار می‌شود و با مت به سراغ مزرعه‌ای که استفن و بقیه زندانی هستند می‌روند.
بانی جادویی انجام می‌دهد اما مادربزرگش به او هشدار می‌دهد که الینا را برنگرداند بنابراین موفق نمی‌شود که الینا را دوباره انسان کند. استفن با کمک ربکا به الینا خون می‌رسانند و الینا خون آشام می‌شود.
بانی کلاوس را به بدنش بر می‌گرداند و استفن و دیگران متوجه می‌شوند که یک شکارچی خون آشام به شهر آمده و خالکوبی روی دستش دارد که فقط جرمی آن را می‌بیند.
استفن از طریق کلاوس متوجه می‌شود دارویی برای انسان شدن وجود دارد و برای این کار باید خالکوبی شکارچی خون آشام تکمیل و یک ساحره به قدرت زیادی برسد. پروفسور شین به شهر آمده و به بانی کمک می‌کند و از مکان دارو اطلاع دارد اما دارو پیش یکی از خطرناک‌ترین خون آشام‌ها به نام سایلس می‌باشد که سال‌هاست خشک شده‌است.
الینا به خاطر دیمن با استفن به هم می‌زند و عاشق دیمن می‌شود اما کرولاین متوجه می‌شود که الینا بنده دیمن شده و هرکاری دیمن بگوید انجام می‌دهد.
الینا شکارچی را می‌کشد و با کشتن شکارچی جرمی به شکارچی خون آشام تبدیل می‌شود. جرمی با کشتن کول، برادر کلاوس که یک اصیل است خالکوبی را تکمیل می‌کند و دکتر شین و بقیه به جزیره‌ای که سایلس و درمان است می‌روند و کاترین دارو را دزدیده و با کشتن جرمی فرار می‌کند.
دیمن الینا را برای فراموش کردن مرگ جرمی و عذاب مجبور به خاموش کردن احساساتش می‌کند و الینا خیلی تغییر می‌کند و همه به دنبال کاترین هستند تا درمان را به دست بیاورند به جز الینا که الان یک خون آشام درنده است.
کلاوس به شهر دیگری می‌رود و متوجه می‌شود که هیلی از او باردار است.
دیمن و استفن با کمک مت احساسات الینا را روشن می‌کنند و بانی برای از بین بردن سایلس مجبور می‌شود دروازه بین برزخ ماورایی و این دنیا را از بین ببرد و تمام مرده‌ها برمی گردند و سایلس را خشک می‌کنند و بانی برای برگردانندن جرمی به این دنیا طلسمی انجام می‌دهد که باعث کشتنش می‌شود و جرمی بر می‌گردد.
الینا بنده دیمن نیست و هنوز عاشق دیمن است بنابراین استفن تصمیم به رفتن می‌گیرید و در بین راه می‌خواهد بدن سایلس را از بین ببرد. کاترین به الینا حمله می‌کند و الینا که دارو را دارد به خورد کاترین می‌دهدو استفین متوجه می‌شود سایلس زنده است سایلس استفن را داخل یک گاو صندوق به دریاچه می‌اندازد و سایلس همزاد استفن است.

## بازیگران اصلی
| بازیگر             | نقش                         | توضیحات |
| ------------------ | --------------------------- | --- |
| نینا دوبرو         | الینا گیلبرت/ کاترینا پتروا | الینا معشوقه و دوست انسان استفن است که پس از مدتی مشخص می‌شود همزاد کاترین است، پس از مدتی او تبدیل به یک خون‌آشام می‌گردد.. |
| پل ویسلی           | استفن سالواتوره             | خون‌آشامی که از سال ۱۸۶۴ میلادی تبدیل به خون‌آشام شده‌است، او دراری شخصیتی مثبت است. او همچنین همواره سعی می‌کند انسان دوستانه زندگی کند و فقط از خون حیوانات تغذبه می‌کند بعداً جای شخصیت او با دیمن عوض می‌شود. در آخرین قسمت فصل چهارم مشخص می‌شود او همزاد سایلس، اولین خون آشامی که به وجود آمده، است. |
| ایان سامرهلدر      | دیمن سالواتوره              | برادر استفن که برخلاف استفن علاقهٔ زیادی به عمل به غریزه خود (کشتن و تغذیه از خون انسان‌ها) دارد و از زمانی که به واسطهٔ برادرش استفن به یک خون آشام تبدیل شده؛ هدف خود را در زندگی عذاب دادن مردم جهان و به خصوص اذیت کردن برادرش قرار داده‌است.                                                       |
| استیون آر. مک‌کوئین | جرمی گیلبرت                 | برادر ناتنی الینا که تبدیل به یک شکارچی خون آشام شد. |
| سارا کنینگ         | جنا سامرز                   | خالهٔ ناتنی الینا که توسط کلاوس کشته شد. |
| کاترینا گراهام     | بانی بنت                    | دوست الینا که یک جادوگر ‌است و از قدرت‌های خاصی برخوردار است. |
| کندیس آکولا        | کارولین فوربس               | دوست الینا که کاترین او را به یک خون‌آشام تبدیل کرد. |
| زک روئریگ          | مت داناون                   | دوست الینا و برادر ویکی. |
| مایکل تروینو       | تایلر لاکوود                | نخستین دورگه موفق کلاوس که دوست کارولین نیز است و احساس نوکری به کلاوس دارد. |
| متیو دیویس         | آلاریک سالتزمن              | معلم تاریخ دبیرستان و شکارچی خون‌آشام است، او پس از مدتی کشته می‌شود. |
| جوزف مورگان        | کلاوس                       | قوی‌ترین خون‌آشام پس از پدرش (یکی از خون‌آشام‌های اصیل) که پدرش را می‌کشد و بعد از شکستن طلسم به دورگه‌ای بسیار قوی تبدیل می‌شود. |
| کلر هولت           | ربکا                        | خواهر کلاوس و یکی از خون‌آشام‌های اصیل. |